# 珞曼塘乡镇
珞曼塘乡镇（羅馬化：Lomanthang Gāum̐pālikā）是尼泊尔西部甘达基省穆斯塘县的一个乡村市镇。 它位于该县的北端，北与中国西藏自治区接壤，南与木斯塘的Lo-Ghekar Damodarkunda 乡接壤。
珞曼塘位于木斯塘县北部的三分之二，其文化和语言受到西藏的影响，而南部的三分之一被称为塔克县，是塔卡利人的家园，他们讲不同的语言，融合了西藏和尼泊尔的文化。2007年，在安纳普尔纳峰以北和村庄附近发现了一系列至少12个洞穴，这些洞穴装饰着古代佛教绘画，位于海拔4,300（14,100英尺）。 这些绘画显示出尼瓦尔人的影响，可以追溯到大约 13 世纪，其中还包含用墨水、金银和前基督教时代陶器碎片书写的藏文文字。探险家们发现了佛塔、装饰艺术和描绘各种佛像的绘画，佛像上通常还有弟子、祈请者和侍从，还有一些壁画描绘了亚热带主题，包括棕榈树、飘扬的印度纺织品和鸟类。

## 历史
珞曼塘是珞王国的有城墙的首都，由阿梅·帕尔（Ame Pal）于1380年建立，他主持修建了城墙以及许多至今仍然屹立的建筑物。
在18世纪，廓尔喀的沙阿王朝统一了原本由众多小王国组成的尼泊尔，珞王国便成为其中的一个附庸国，但仍然保留了其世袭的统治者。这种安排一直持续到尼泊尔仍为君主制国家期间，直至2008年尼泊尔宣布成为共和国，吉美·多杰·帕尔巴尔·比斯塔（1964–2008年在位）被正式剥夺王室头衔。他的宗主贾南德拉国王也遭遇了同样的命运。然而，木斯塘的“拉贾”或“杰波”（raja 或 gyelpo，意为国王）是自公元1380年以来延续下来的第25位直系统治者；而贾南德拉不过是自1768年普里特维·纳拉扬·沙阿征服加德满都以来的第十一位沙阿王朝统治者。
珞曼塘后来成为了道拉吉里专区木斯塘县下辖的一个村级发展委员会。根据1991年人口普查，该村共有178户家庭，人口为876人。居民中包括珞巴族等民族。

## 人口统计
2011年尼泊尔人口普查时，珞曼唐乡镇的人口为2,350人。其中，87.5%的人以珞巴语为母语，7.0% 的的人古隆语为母语，3.6%的人以尼泊尔语为母语，1.2%的人以马嘉语为母语，0.7% 的人以其他语言为母语。
从族群/种姓构成来看，珞巴族占87.6%，古隆族占7.1%，塔库里族占2.3%，玛嘉族占 1.5%，其他族群占1.5%。
从宗教信仰来看，92.8%信奉佛教，7.1%信奉印度教。
在识字能力方面，40.1%的人能够读写，2.1%只能阅读，57.7%的人既不能读也不会写。

## 行政
珞曼塘乡镇的总面积为727平方公里（281平方英里），根据2011年人口普查，其总人口为1899人。该乡镇被划分为5个村务委员会（称为“ward”）。
之前，珞曼唐是一个村庄发展委员会，后来与周边的措赛尔（Chhoser）和琼乌普（Chhonhup）两个村委会合并，升级为一个乡镇。该乡镇于2017年3月10日成立，履行了尼泊尔 2015 年新宪法的要求，当时联邦事务和总务部将所有旧的VDC和市政当局替换为 753 个新的地方级机构。 

## 运输
珞曼塘通过一条未铺装道路与中国西藏自治区日喀则市仲巴县的一个里孜口岸相连，距离约为20（12英里）。这条道路从边境继续向北延伸约50（31英里）接入中国的219 国道，该国道沿雅鲁藏布江河谷穿行。
尼泊尔政府已沿卡利甘达基河向北修建了一条公路，距离珞曼塘仅剩9（6英里）。此外，还有从加德满都和博卡拉飞往佐莫索姆機場的定期航班，佐莫索姆機場位于珞曼塘南方约50（31英里）。

## 旅游和交通
这个村庄以其高大的白色泥砖墙、寺庙（贡巴）以及王宫王宫而闻名。王宫是一座建于大约1400年的九角五层建筑，也被称为拉贾宫（Raja’s Palace）或国王宫殿。村中有四座主要的寺庙：强巴拉康（Jampa Lhakhang）或强巴冈巴（Jampa Gompa），建于15世纪初，是村中最古老的寺庙，也被称为“神殿”（God House）；图钦冈巴（Thubchen Gompa），是一座巨大的红色集会厅和寺庙，建于15世纪末，位于强巴冈巴西南侧；乔德冈巴（Chodey Gompa）：现为村内的主要寺庙；乔普朗冈巴（Choprang Gompa）：通称为“新寺”（New Gompa）。
尽管自1992年起外国游客已被允许进入珞曼塘，但前往这里的旅游仍然受到限制。2008年，外国游客的数量仅略高于2000人。
尼泊尔移民局要求外国游客前往上木斯塘时必须获得特别许可，每人每天费用为50美元，并需有联络员（即导游）陪同，以保护当地传统免受外来影响，同时也保护当地环境。

## 2015年地震
2015年4月尼泊尔地震导致拥有600年历史的洛曼唐皇宫出现多处裂缝。

## 画廊

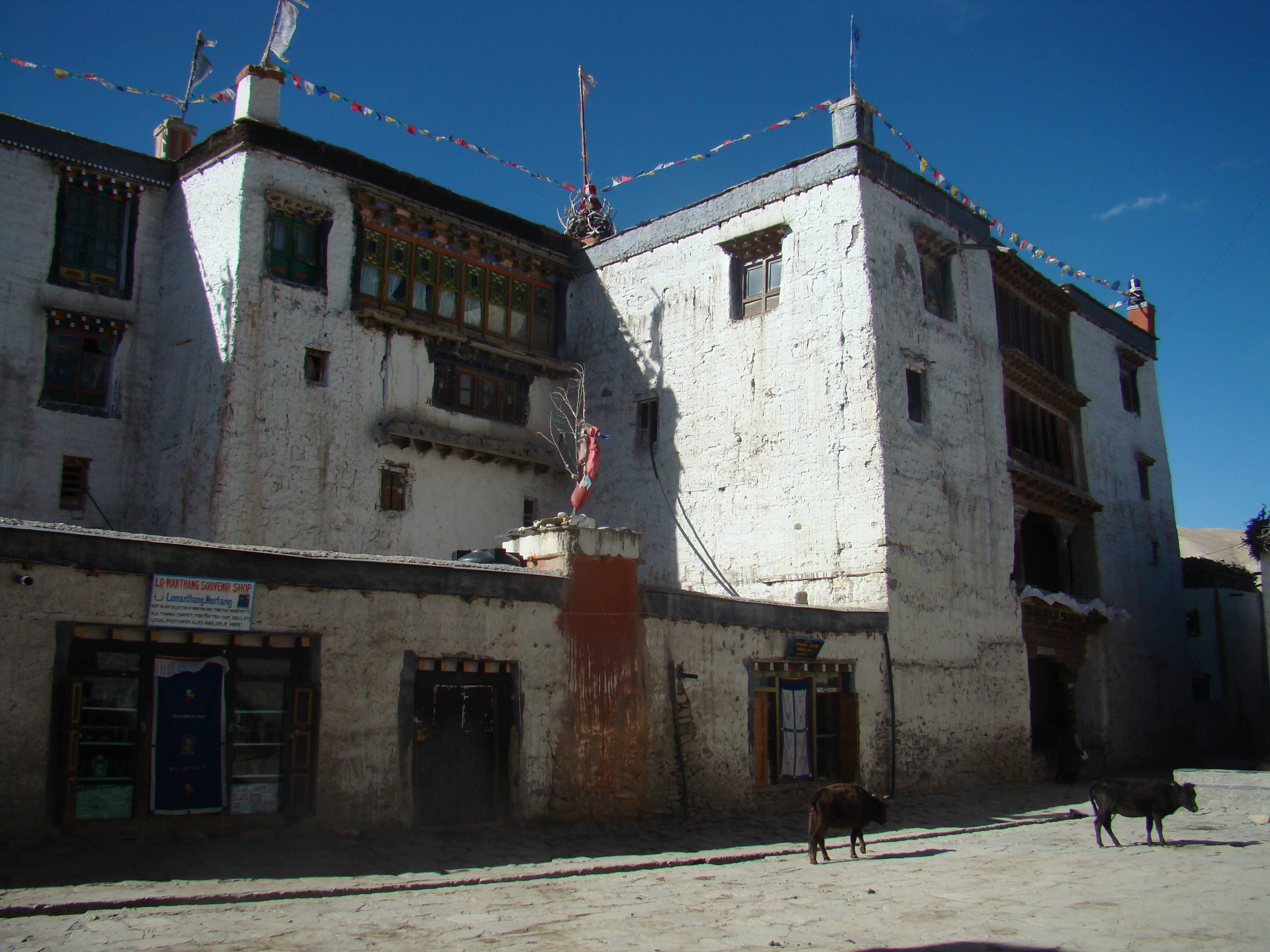
珞曼塘皇宫
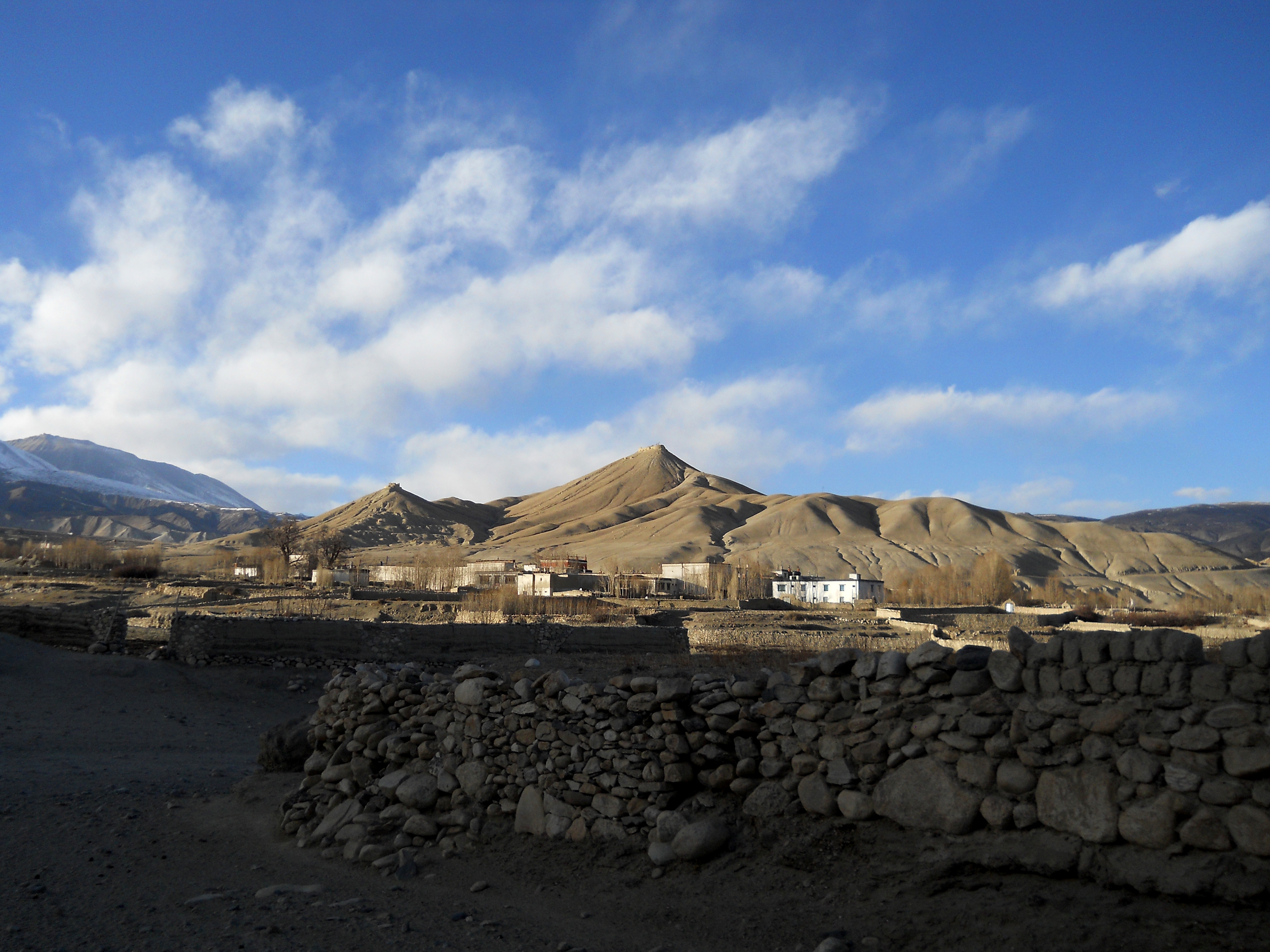
珞曼塘
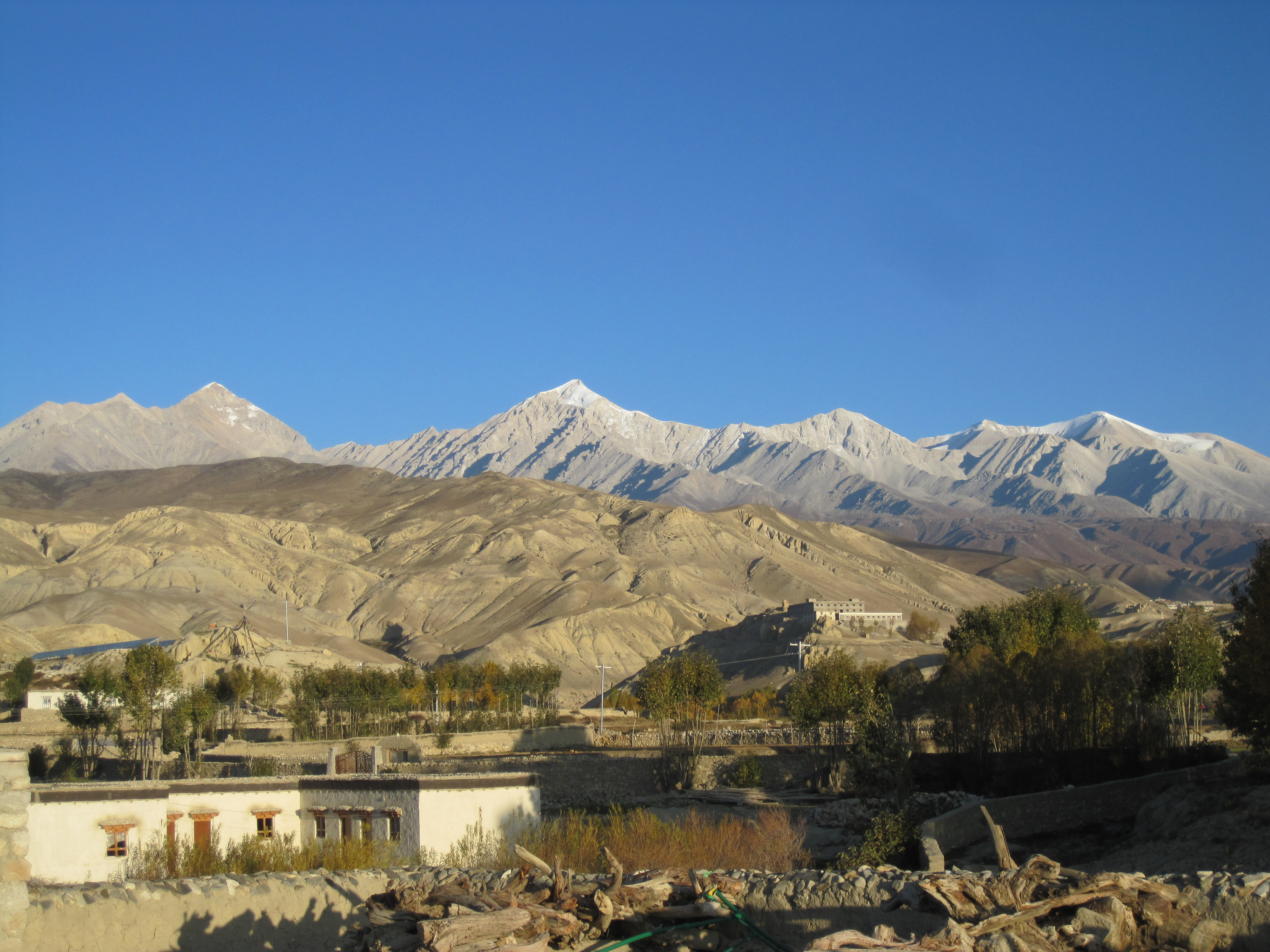
珞曼塘定居点
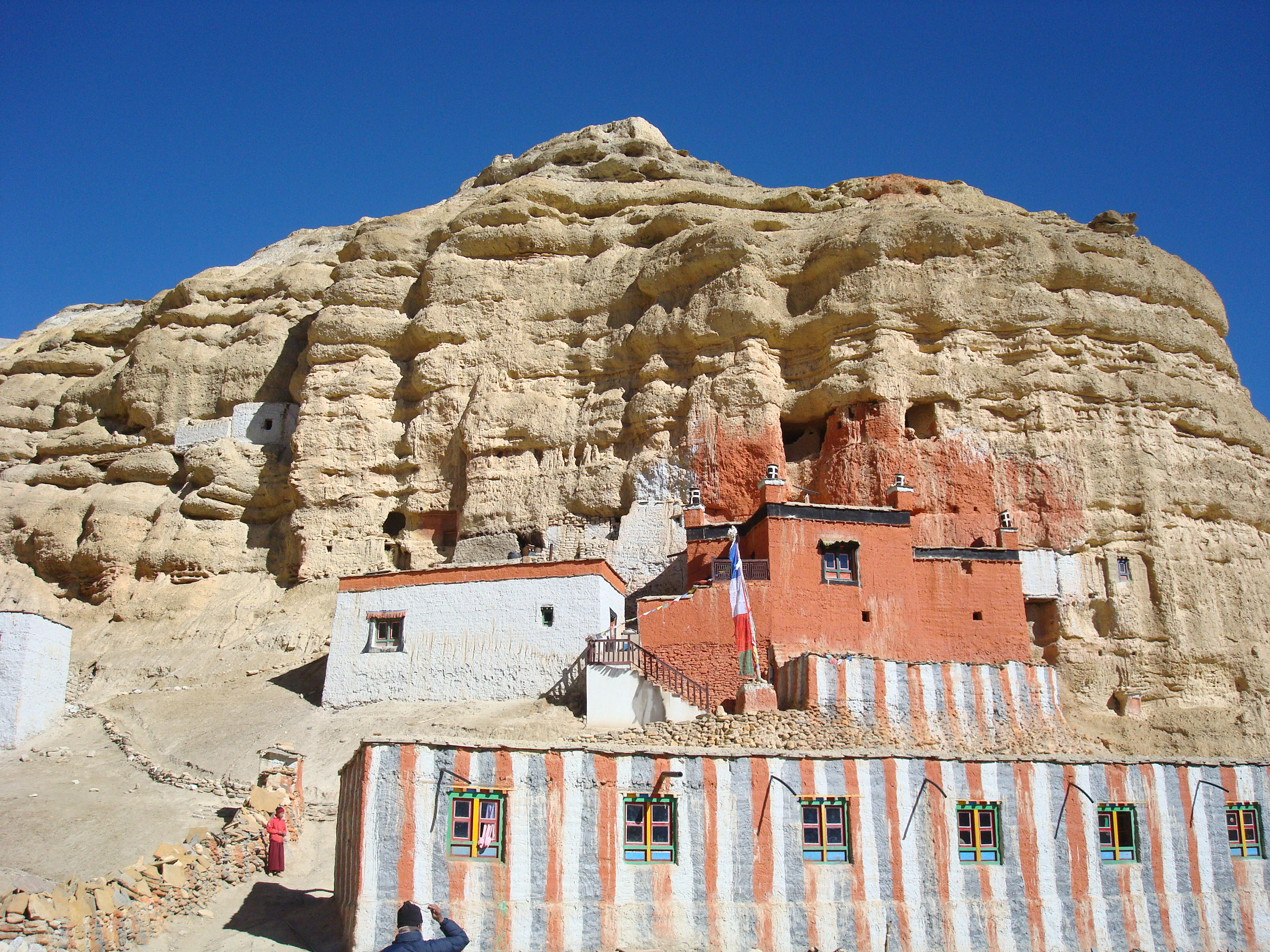
尼泊尔旅游中心，上木斯塘
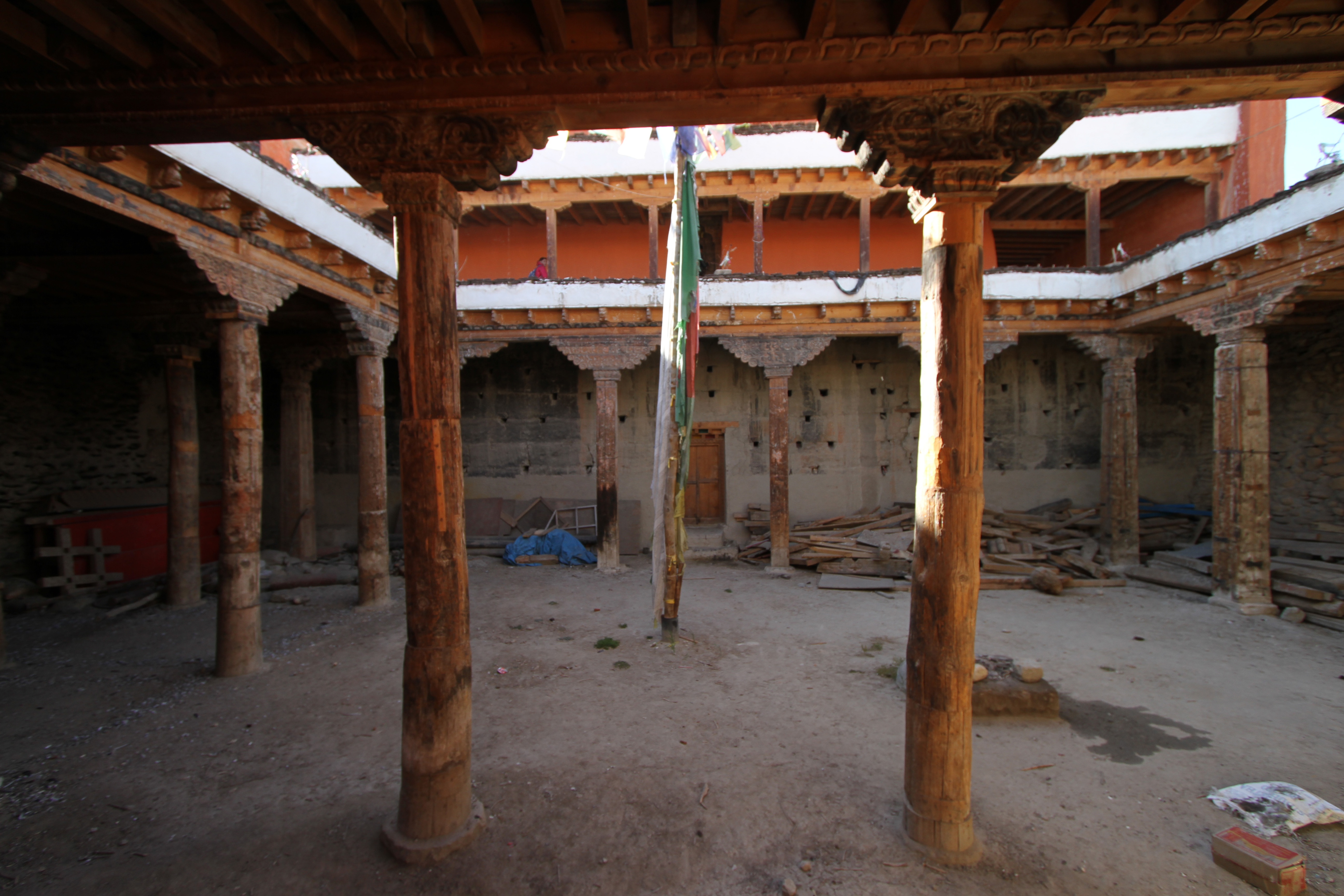
强巴拉康
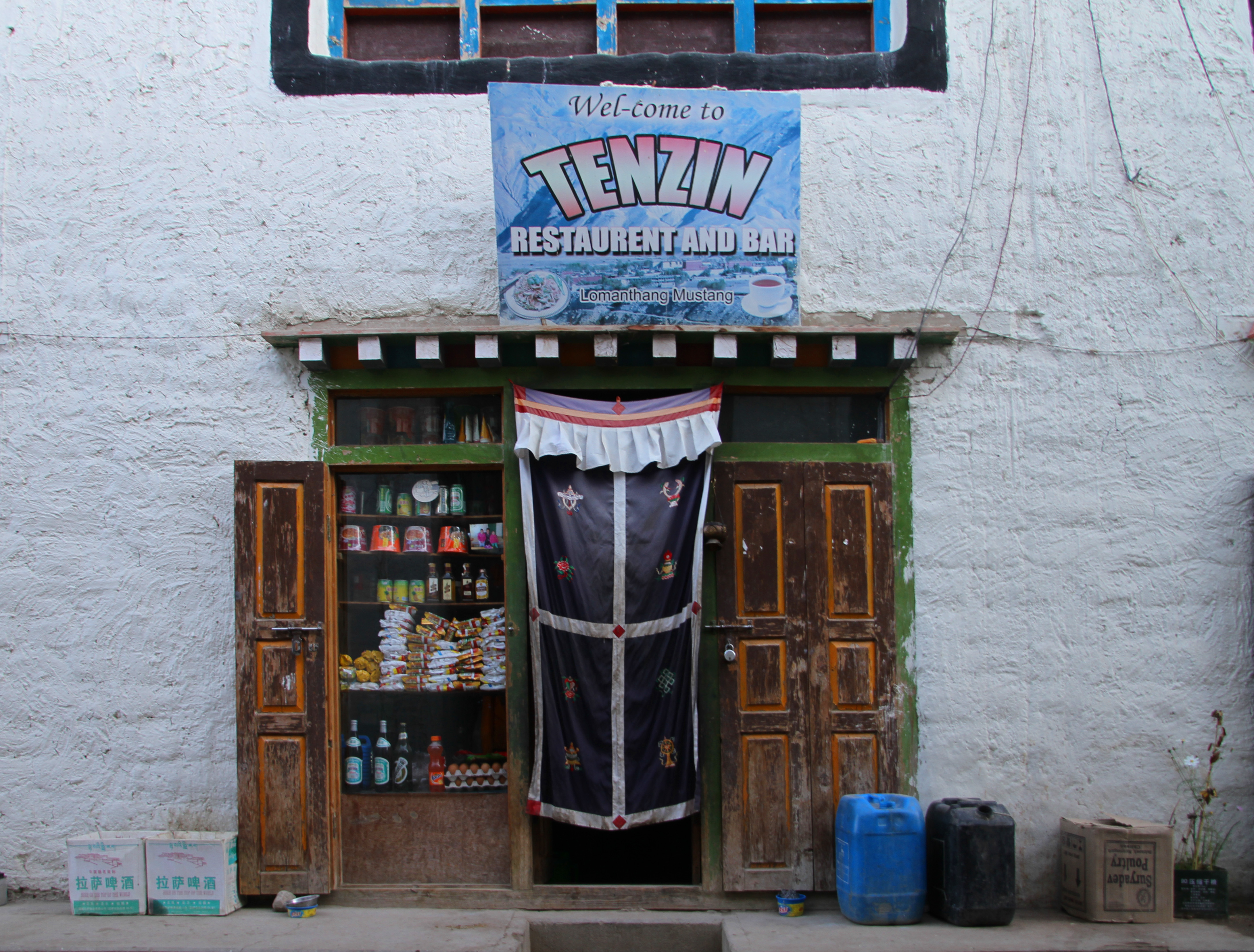
店铺
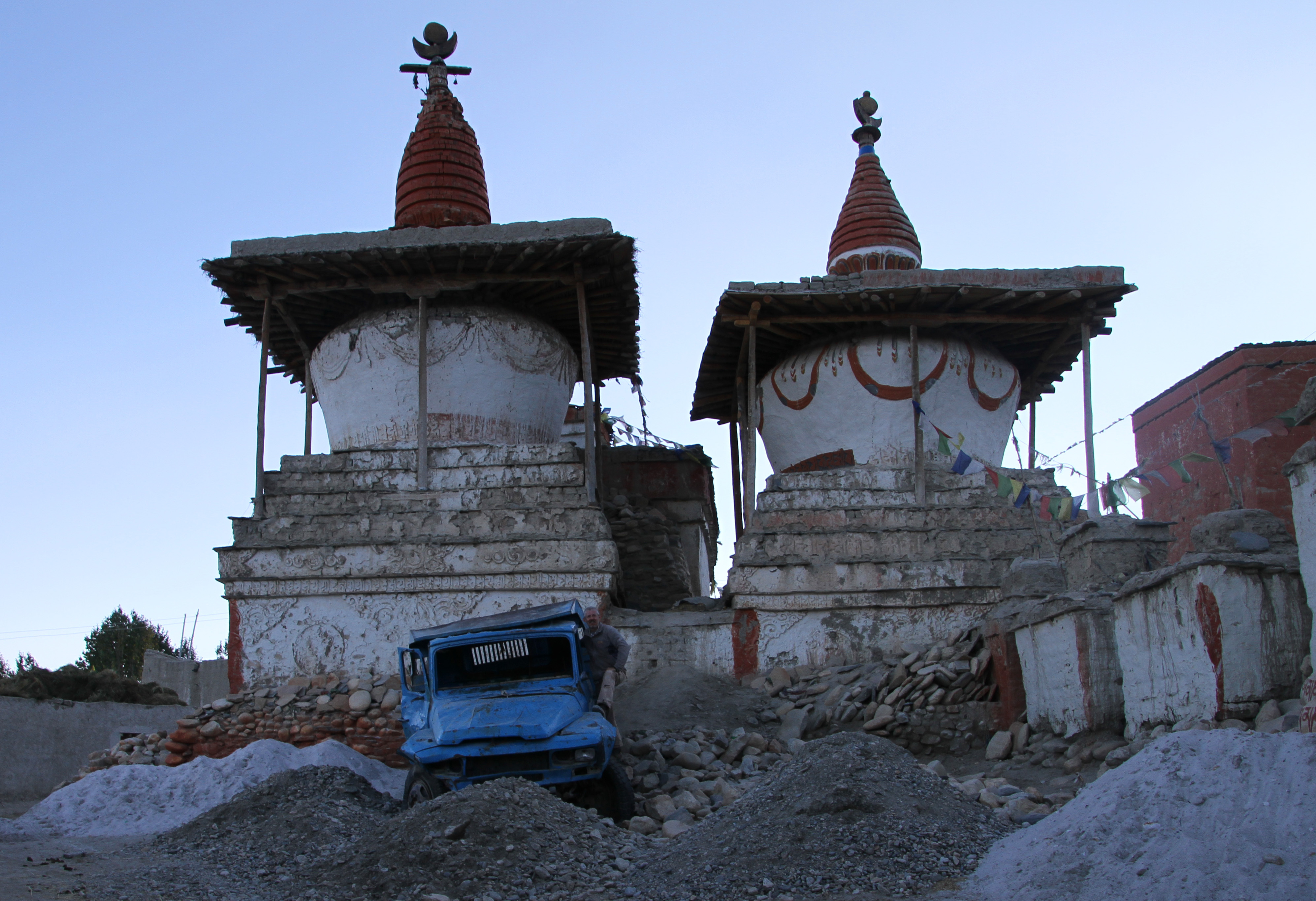
乔尔滕
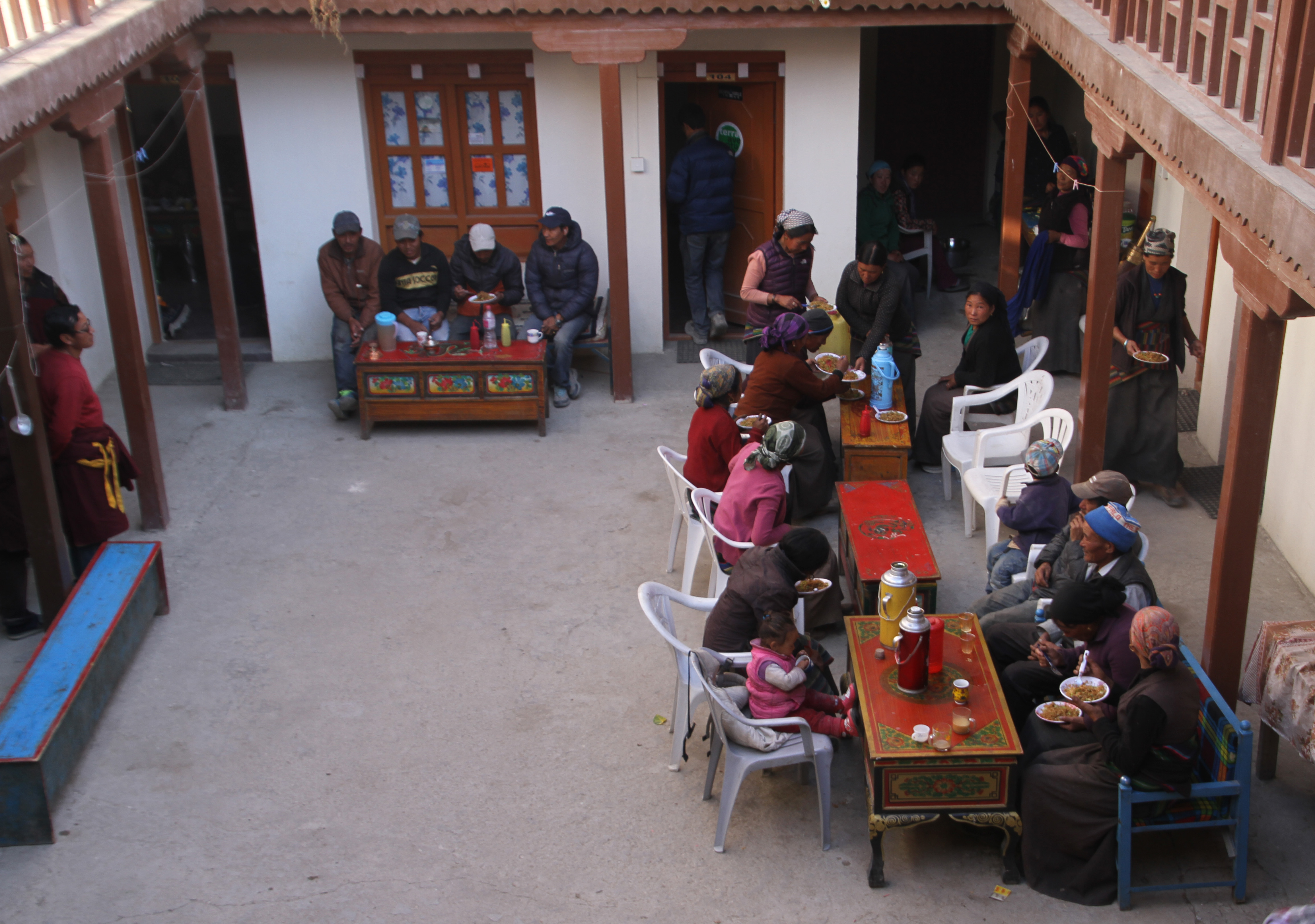
莲花假日酒店